# Gopshus
Gopshus war ein Småort der Gemeinde Mora in der schwedischen Provinz Dalarnas län und der historischen Provinz Dalarna – inzwischen hat Gopshus die Einwohnergrenze von 50 unterschritten.
Der Ort liegt am Österdalälven. Auf der anderen Seite des Flusses führt der Riksväg 70 vorbei. Der Bahnhof an der Älvdalsbahn ist ohne Nutzung. Auf der Strecke findet nur noch Güterverkehr statt. Gopshus liegt an der Strecke des Wasalaufes.

## Namensherkunft
Der Name stammt von Bruder Linde’n, der den Namen wegen der westlichen Moore im Österdal-Flussgebiet benutzt hatte. Der Name Gosphus beinhaltet auch den Gopalfluss und das norwegische Wort Golpa, was auch Rülpsen oder Aufstoßen heißt oder im schwedischen Dialekt das Wort galpa, was auch Schreien oder Johlen oder Versanden bedeutet.
Eine Interpretation lässt auch die Übersetzung „starke, hochliegende versandete Flussmündung“ zu. Das -hus ist durch umgangssprachliche Mundart entstanden.

## Geschichte
Gopshus ist ein altes Dorf. Es wird schon im 15. Jahrhundert von Gustav Wasas Steuereintreibern erwähnt. Die älteste Urkunde in Mora, die etwas über die Bevölkerung der Gemeinden aussagt, stammt von 1539, in der angegeben wird, dass es zu dieser Zeit zehn Steuerzahler in Gopshus gibt.
Zu der Zeit lag das Dorf etwas nordwestlich vom heutigen Standort, und zwar am Gopalfluss. Überreste einiger Höfe, des Finsanhofes und des Norddorfhofes sind noch zu sehen und Zeugnis dieser Epoche.
Gopshus war nie ein großes Dorf. Die Bevölkerung wuchs langsam und umfasste zu Beginn des 19. Jahrhunderts ca. 200 Einwohner, aber nach 1950 sank die Anzahl wieder stark. Genau wie in anderen Dörfern gab es wenig Arbeit und Einkommensmöglichkeiten, allerdings sind wieder einige dazugekommen, so dass es um 1995 ca. 100 Einwohner hatte. Davon hatten einige nur ihre Ferienhäuser hier, so dass alltäglich ca. 75 Personen im Dorf wohnten.
Wegen seiner Lage wurde in Gopshus nie ausgeprägt Landwirtschaft betrieben. Aufgrund der Topografie gibt es nur kleine Äcker zwischen Felsgrund und Wäldern bzw. nicht landwirtschaftlich nutzbaren Flächen. Um die Tierbestände zu unterhalten, war man gezwungen, jährlich neue Wiesen und Moorregionen als Weide zu erschließen, und sogar die Wiesenränder der Wege mussten als Wintervorräte genutzt werden. Trotz dieser Umstände gab es in den 1930er Jahren immerhin 30 Höfe, die Tierhaltung betrieben. Heute gibt es keine Rinder mehr in Gopshus, dafür aber einige Pferde und eine Schafherde. Früher brachten die Frauen die Kühe nach dem Melken in die Umgebung, und die Pferde wurden für die Waldarbeit benötigt. Ein Zaun aus dünnen Baumstämmen, dem sog. Gärdesgård, umgab das Dorf und verhinderte, das die Tiere zurück auf die Höfe liefen. Auch waren alle Wege mit diesen Zäunen gesäumt, damit die Tiere sich nicht auf die anderen Höfe verliefen.
Es gab einige Grundstücke außerhalb des Dorfes, wo einfache Hütten für die Tiere und die Waldarbeiter errichtet wurden. Diese wurden bis in die 1950er Jahre regelmäßig genutzt, jetzt sind es oft nur noch Jagd- oder Sommerhütten. Dies war zum Beispiel Fagerås, das fünf Kilometer südlich von Gopshus liegt und noch heute – meistens für Jagdhütten oder Wochenendhäuser – genutzt wird. Aber auch Hållanberg und Storsvensbodarna bei Evertsbergs in der Nähe von Älvdalen gehörten dazu. Darüber hinaus ist mit Oxberg zusammen die Almstelle Hållansås betrieben worden. Die Gopshus-Almhütten haben ältere Vorläufer; bereits im Jahresbuch von 1663 wurden bei einer Inventur drei Almhütten gezählt.
Die Frauen waren mit Haarklöppelarbeiten beschäftigt, die als Schmuck im In- und Ausland Absatz fanden und wegen der Kunstfertigkeit bewundert wurden. Die Frauen webten auch Kleider und Teppiche, die von den fahrenden Händlern des Dorfes mit verkauft wurden. Die Männer stellten Webkämme für Webstühle her, die in Schweden und nach Norwegen verkauft wurden. Holzfässer und Korbflechtarbeiten wurden meistens in die nähere Umgebung verkauft. Der Handel vom Pferdewagen blühte ebenfalls, wobei man hierbei meistens Textilien und Kleider und sonstige Haushaltsgegenstände feilbot.
Die Jagd – oder richtiger der Tierfang – hatte in der alten Zeit eine große Bedeutung für das Überleben. Das Fleisch war für die Mahlzeiten bestimmt und die Felle wurden zu Kleidung verarbeitet. Der Elch war die bevorzugte Beute, gewöhnlich wurde er in Fanggruben gefangen. Man kann diese Gruben heute noch besichtigen.
Ein verheerender Waldbrand in der Gegend um Gopshus, der 1888 wütete, ergab eine neue Vertriebsmöglichkeit. In den abgebrannten Wäldern wuchsen Blaubeeren und Preiselbeeren in starkem Ausmaß und Gopshus wurde ein „Eldorado“ für Beerensammler. Gerade in den 1930er Jahren war das Beerensammeln ein willkommener Einkommenszuwachs für die Gopshuser geworden.
Es gibt auch dunkle Kapitel in der Geschichte. Um 1670 wurden vier Personen der Hexerei in Gopshus angeklagt, nämlich Knås Margit, Knås Elin, Knås Kirstin und Sven Larsson. Die Untersuchungen hierzu begannen am 10. Januar 1670 in Gopshus. Ein achtjähriges Kind erhob die Anklage gegen diese Personen und fand Gehör. Alle fanden den Tod auf dem Scheiterhaufen bei Mora, an der Stelle wo heute der Golfplatz liegt.
Gopshus war lange isoliert von größeren Orten, da es nur schlechte Kommunikationsmöglichkeiten gab. Besonders für die Winter galt dies, wo es zeitweise keine Kontakte zur Außenwelt gab. Deshalb war es ein riesiger Fortschritt, als im Jahre 1900 die Eisenbahn – einspurig – von Mora nach Älvdalen eingeweiht wurde. Noch besser wurde es, als die Landstraße nach Mora und nordwestlich bis Oxberg fertiggestellt wurde.

### Wasserkraft
Der Bach, der mitten durch das Dorf fließt, hatte eine sehr große Bedeutung für das Dorf Gopshus. Man staute ihn und verwendete Wasserräder zum Mahlen und um Werkzeug zu schleifen, aber er wurde auch für Maschinen genutzt, die die Baumstämme aus den umliegenden Wäldern sägen konnten.
Im Jahre 1918 bekam Gopshus Elektrizität. Die Wasserkraft wurde durch Elektrizität ersetzt, aber die alten Anlagen wurden noch bis in die späten 1930er Jahre genutzt.
Der Gopalfluss, westlich von Gopshus, als sich noch das alte Dorf dort befand, wurde ebenfalls bereits im 16. Jahrhundert für Wasserkraft-Mühlen genutzt; es sind im Jahrbuch von 1663 immerhin zwei Strömungsmühlen verzeichnet worden. Auch westlich von Gosphus, an sechs unterschiedlichen Stellen, hat es Mühlen mit Wasserkraft gegeben, allerdings weiß man nicht mehr, an welchen Standorten sie sich genau befunden haben. Mit ihnen soll sogar vor über 200 Jahren eine Maschine betrieben worden sein, die Holzspäne herstellen konnte, die man für die Dämmung der Häuser nutzte.

### Gopshusbacken
Ein Natursymbol von Gopshus ist der Gopshus-Berg (Gopshusbacken), wie ihn die Gopshuser nennen. Der Berg gibt dem Dorf Charakter und Profil und in alter Zeit wurde auf dem Gipfel ein Holzstoss für Feuerzeichen zur Verständigung mit den Nachbarregionen unterhalten.
Carl von Linné erwähnte in seinem Buch über seine Reisen in Dalarna im Jahre 1734 den Gopshus-Berg als den bekanntesten in dieser Gegend. Aber nicht nur die Natur des Gopshus-Berges ist bemerkenswert. Die Steine wurden gebrochen und verarbeitet, und auf der Nordostseite des Berges befindet sich eine Höhle.